# Gara Sighetu Marmației
Gara Sighetu Marmației este o stație de cale ferată care deservește Sighetu Marmației, județul Maramureș, România. Situată pe Linia 409, Linia 411 și Linia 423, linii secundare ale Magistralei CFR 400, este una din cele două gări din municipiul Sighetu Marmației, cealaltă fiind Gara Cămara Sighet din cartierul Cămara.

## Istoric
Orașul Sighetu Marmației a fost legat la rețeaua de cale ferată pe 4 decembrie 1872, odată cu inaugurarea tronsonului Bustyaháza (Buștîno/Bustea) – Máramarossziget (Sighetu Marmației) a liniei de cale ferată Debrecen – Szatmárnémeti (Satu Mare) – Királyháza (Korolevo/Craihaza) – Máramarossziget (Sighetu Marmației). Linia a fost exploatată de Északkeleti Vasúttal (MÉKV Căile Ferate Nord-Est) iar din 1890 linia a fost preluată de către Căile Ferate Maghiare (Magyar Államvasutak). După inaugurarea liniei, remorcarea trenurilor a fost făcută cu locomotive cu abur, din clasele MÉKV I (nr. 1"–8"), II (nr. 1–21), III (nr. 50–73), III (nr. 101–105), III (nr. 200–208) și XII (nr. 400–401) iar după 1890 din seriile MÁV 221, 238, 326, 335, 374 și 377. La sfârșitul Primului Război Mondial, linia ferată a fost împărțită în patru părți: porțiunea de vest de la Debrecen până la Nyírábrány a rămas Ungariei, porțiunea de la Carei la Halmeu a trecut pe teritoriul României, tronsonul de la Diakovo (astăzi Nevetlenfolu) până după Teresva pe teritoriul cehoslovac și cel de după Teresva de la Câmpulung la Tisa la Sighetu Marmației din nou pe teritoriul României. Ca urmare a celor două dictate de la Viena din martie 1939 și august 1940 întreaga linie ferată a trecut sub control maghiar pentru o perioadă de câțiva ani. După sfârșitul celui de-al Doilea Război Mondial, granițele din anul 1938 au fost restaurate parțial, însă Ucraina Carpatică nu a mai fost retrocedată Cehoslovaciei, ci a fost inclusă în Uniunea Sovietică. Căile Ferate Sovietice (în rusă "Советские железные дороги" Sovetskie Jeleznîe Doroghi SJD) au schimbat ecartamentul liniilor, porțiunea de cale ferată preluată fiind trecută de la ecartamentul standard (1 435 mm) la ecartamentul larg (1 520 mm). Odată cu prăbușirea URSS în 1991, partea sovietică a liniei de cale ferată a trecut pe teritoriul ucrainean și este exploatată de Căile Ferate Ucrainene (în ucraineană "Укрзалізниця" Ukrzaliznîția UZ). În 1895, odată cu inaugurarea liniei de cale ferată Máramarossziget (Sighetu Marmației) – Barnabás (Kostîlivka/Berlebaș) – Kőrösmező (Iasinia/Frasin) – Stanislau (Ivano-Frankivsk), orașul a fost legat de Frasin și Ivano-Frankivsk. Întrucât linia era situată atât pe teritoriul Cisleithaniei cât și pe cel Transleithaniei al Austro-Ungariei, porțiunea austriacă a căii ferate a fost exploatată de către Căile ferate de stat cezaro-crăiești austriece / Căile ferate de stat imperialo-regale austriece (în germană "k.k. österreichische Staatsbahnen") iar cea ungară de către compania feroviară MÁV (în maghiară "Magyar Államvasutak"). La sfârșitul Primului Război Mondial, linia ferată a fost împărțită în trei părți: porțiunea de sud de la Sighetu Marmației până după Valea Vișeului a rămas României, porțiunea mediană de la Dilove la Frasin a trecut pe teritoriul cehoslovac și cea de nord de după Frasin la Ivano-Frankivsk pe teritoriul Poloniei. Ca urmare a stabilirii acestor noi granițe, căile ferate din partea românească a Maramureșului nu au mai avut nici o legătură cu restul rețelei feroviare a României. În 1928 s-a încheiat un acord între Polonia, Cehoslovacia și România cu privire la modul de folosire a acestei linii, astfel legătura feroviară dintre Maramureș și restul țării se facea prin teritoriul cehoslovac. Ca urmare a celor două dictate de la Viena din martie 1939 și august 1940 și a Pactului Ribbentrop-Molotov porțiunea de sud și cea mediană a trecut sub controlul maghiar iar porțiunea de nord a trecut la Uniunea Sovietică. În 1941, Germania a atacat Uniunea Sovietică iar după cucerirea Galiției, autoritățile militare germane de ocupație au înființat Direcția Căilor Ferate de Est Lemberg (în germană "Ostbahndirektion Lemberg"), subordonată Direcției Generale a Căilor Ferate de Est (în germană "Generaldirektion der Ostbahn" Gedob) care a preluat exploatarea căilor ferate din Galiția și, prin urmare, și a porțiunii nordice a traseului Sighetu Marmației – Ivano-Frankivsk. După sfârșitul celui de-al Doilea Război Mondial, granițele din anul 1938 au fost restaurate parțial, URSS a anexat atât Galiția, cât și Ucraina Carpatică, astfel că partea centrală și de nord a acestei căi ferate a trecut pe teritoriul său iar Căile Ferate Sovietice (SJD) au schimbat ecartamentul liniilor, porțiunea de cale ferată preluată fiind trecută de la ecartamentul normal (1 435 mm) la ecartamentul lat (1 520 mm). România a primit înapoi partea de sud a Maramureșului (Județul Maramureș interbelic), cu porțiunea de sud a liniei. Deoarece tronsonul de la vest de Sighetu Marmației al căii ferate Debrecen – Sighetu Marmației, în apropierea localității Câmpulung la Tisa, a trecut iarăși pe teritoriul unui stat străin, de această dată cel sovietic, s-a rupt legătura de la Valea Vișeului prin Sighetu Marmației către Câmpulung la Tisa cu rețeaua feroviară a României. Din 1947 legătura Maramureșului cu restul țării pe calea feroviară a fost refăcută odată cu reluarea tranzitului prin teritoriul, de acum, sovietic. În 1949 a fost pusă în funcțiune linia Salva – Dealul Ștefăniței – Vișeu de Jos, care a conectat linia de cale ferată Valea Vișeului – Vișeu de Jos – Borșa deschisă în 1913 cu linia de cale ferată Beclean – Salva – Rodna Veche pusă în funcțiune în anul 1890, România a stabilit astfel o legătură a căilor ferate din Maramureș cu restul rețelei sale feroviare, fără a mai fi necesar tranzitarea teritoriului altei țări. Tronsonul între Valea Vișeului – Sighetu Marmației – Câmpulung la Tisa a fost echipat cu patru șine, pentru a putea fi folosit atât de trenurile care circulă pe șine cu ecartament normal, cât și de cele care circulă pe șine cu ecartament larg și este considerat linie de peaj. După destrămarea Uniunii Sovietice în 1991, partea de nord a traseului a fost preluată de compania feroviară ucraineană de stat Ukrzaliznîția (UZ) de la fosta companie feroviară sovietică SJD. Ambele puncte de trecere a frontierei, Valea Vișeului și Câmpulung la Tisa, sunt echipate numai cu șine cu ecartament larg.

## Gara
Gara Sighetu Marmației este situată în municipiul Sighetu Marmației, la 1,4 km de centrul localității și la 1 km de P.T.F. Sighetu Marmației. A fost construită între 1893-1897, renovată în 2015-2016, și se află pe lista monumentelor istorice din România sub codul LMI: MM-II-m-B-04704.
Stația Sighetu Marmației este amplasată pe Linia 409 Salva – Vișeu de Jos – Sighetu Marmației, la kilometrul 118+278 față de stația Salva, respectiv pe Linia 411 Sighetu Marmației – Câmpulung la Tisa, la kilometrul 11+940 față de stația Câmpulung la Tisa. Stația este dotată cu instalație de centralizare electromecanică CEM. De asemenea, stația Sighetu Marmației este tranzitată de Linia 423 Rahiv – Sighetu Marmației – Teresva, linie cu ecartament larg, folosită de trenurile Ukrzaliznîția (UZ).
Stația Sighetu Marmației are 19 linii, 16 linii cu ecartament normal (1 435 mm) și 3 linii cu ecartament larg (1 520 mm), dintre care patru sunt folosite pentru trenurile cu pasageri (Liniile 2N, 3N, 4N și 5N), trei sunt folosite pentru trenurile de marfă (Liniile 6N, 7L și 8L), patru linii sunt folosite pentru încărcare și descărcare mărfuri din mijloace de transport auto (Liniile 1N, 9L, 10N și 17N) iar opt linii sunt folosite pentru manevre (Liniile 9N, 11N, 13N, 18N, 19N, 24N, 25N și 27N). Cea mai scurtă linie are o lungime de 104 m iar cea mai lungă are 728 m.
În trecut, începând cu anul 1883, orașul Sighetu Marmației a fost centrul unei rețele de cale ferată îngustă (760 mm), care pătrundea în zona de dealuri dinspre sud-estul orașului și ajungea până la marginea de nord a munților vulcanici Gutâi. Gara Sighetu Marmației haltă (Sighet haltă) era punctul de pornire a acestor linii care se intersectau cu liniile de cale ferată cu ecartament normal și era situată în apropiere de intersecția străzilor Dragoș Vodă cu Alexandru Ivasiuc lângă clădirea ce adapostește Inspectoratul Teritorial al Poliției de Frontieră Sighetu Marmației. Linia Szigetkamara (Cămara Sighet) – Tiszafejéregyháza (Bîla Țerkva/Biserica Albă) – Aknaszlatina (Solotvîno/Slatina) inaugurată pe 5 iunie 1880, avea o lungime de 5 km și era folosită la transportul persoanelor și a sării extrasă de la Ocna Slatina. În 1891 ecartamentul liniei a fost schimbat de la cel îngust (760 mm) la cel normal (1 435 mm). Această linie a fost ulterior, între 1939-1940, extinsă pe direcția Alsóapsa (Nîjnea Apșa/Apșa de Jos) – Szentmihálykörtvélyes (Hrușovo/Peri) – Taracköz (Teresva). Linia Máramarossziget-Mágtar (Sighetu Marmației haltă) – Szigetkamara (Cămara Sighet) – Alsóróna (Rona de Jos) – Felsőróna (Rona de Sus) – Rónaszék (Coștiui) inaugurată pe 1 ianuarie 1883, avea o lungime de 22 km și era folosită la transportul persoanelor și a sării extrasă de la Salina Coștiui. Un extras al Mersului Trenurilor din 1948 arată că în acel an circulau două perechi de trenuri de pasageri, cu clasele 1, 2 și 3, în direcția Coștiui și care parcurgeau această distanță în aproximativ două ore.
| Sighet – Coștiui | Sighet – Coștiui | Sighet – Coștiui | Sighet – Coștiui | Sighet – Coștiui | Sighet – Coștiui | Sighet – Coștiui | Sighet – Coștiui | Sighet – Coștiui | Sighet – Coștiui | Sighet – Coștiui | Sighet – Coștiui             | Sighet – Coștiui | Sighet – Coștiui | Sighet – Coștiui | Sighet – Coștiui | Sighet – Coștiui | Sighet – Coștiui | Sighet – Coștiui | Sighet – Coștiui | Sighet – Coștiui | Sighet – Coștiui | Sighet – Coștiui | Sighet – Coștiui |
| 80               | 80               | 80               | 80               | 80               | 80               | 80               | 80               | 80               | 80               | 80               | 80                           | 80               | 80               | 80               | 80               | 80               | 80               | 80               | 80               | 80               | 80               | 80               | 80               |
| Orar             | Orar             | Orar             | Orar             | Orar             | Orar             | Orar             | Orar             | Orar             | Orar             | Km               | Gări                         | Km               | Orar             | Orar             | Orar             | Orar             | Orar             | Orar             | Orar             | Orar             | Orar             | Orar             |                  |
| ---------------- | ---------------- | ---------------- | ---------------- | ---------------- | ---------------- | ---------------- | ---------------- | ---------------- | ---------------- | ---------------- | ---------------------------- | ---------------- | ---------------- | ---------------- | ---------------- | ---------------- | ---------------- | ---------------- | ---------------- | ---------------- | ---------------- | ---------------- | ---------------- |
| 0                | 0                | 0                | 0                | ✳ Pers. 4231     | 0                | ✳ Pers. 4233     | 0                | 0                | 0                | 0                | 0                            | 0                | 0                | 0                | 0                | ✳ Pers. 4232     | 0                | ✳ Pers. 4234     | 0                | 0                | 0                | 0                |                  |
| ↓                | 0–0              | 0–0              | 0–0              | 3:55             | 0–0              | 14:25            | 0–0              | 0–0              | ↓                | 0                | 0Sighet haltă0               | 22               | ↑                | 0–0              | 0–0              | 7:38             | 0–0              | 18:08            | 0–0              | 0–0              | 0–0              | ↑                |                  |
| ↓                | 0–0              | 0–0              | 0–0              | 4:03             | 0–0              | 14:33            | 0–0              | 0–0              | ↓                | 2                | 0Cămara la Sighet haltă0     | 20               | ↑                | 0–0              | 0–0              | 7:30             | 0–0              | 18:00            | 0–0              | 0–0              | 0–0              | ↑                |                  |
| ↓                | 0–0              | 0–0              | 0–0              | 4:08             | 0–0              | 14:38            | 0–0              | 0–0              | ↓                | 3                | 0Cămara la Sighet Tr. haltă0 | 19               | ↑                | 0–0              | 0–0              | 7:25             | 0–0              | 17:55            | 0–0              | 0–0              | 0–0              | ↑                |                  |
| ↓                | 0–0              | 0–0              | 0–0              | 4:19             | 0–0              | 14:50            | 0–0              | 0–0              | ↓                | 6                | 0Sighet Obor haltă0          | 16               | ↑                | 0–0              | 0–0              | 7:14             | 0–0              | 17:44            | 0–0              | 0–0              | 0–0              | ↑                |                  |
| ↓                | 0–0              | 0–0              | 0–0              | 4:32             | 0–0              | 15:03            | 0–0              | 0–0              | ↓                | 8                | 0Canton nr.30                | 14               | ↑                | 0–0              | 0–0              | 7:00             | 0–0              | 17:31            | 0–0              | 0–0              | 0–0              | ↑                |                  |
| ↓                | 0–0              | 0–0              | 0–0              | 4:43             | 0–0              | 15:14            | 0–0              | 0–0              | ↓                | 10               | 0Canton nr.40                | 12               | ↑                | 0–0              | 0–0              | 6:49             | 0–0              | 17:20            | 0–0              | 0–0              | 0–0              | ↑                |                  |
| ↓                | 0–0              | 0–0              | 0–0              | 4:54             | 0–0              | 15:25            | 0–0              | 0–0              | ↓                | 13               | 0Rona de Jos haltă0          | 9                | ↑                | 0–0              | 0–0              | 6:38             | 0–0              | 17:09            | 0–0              | 0–0              | 0–0              | ↑                |                  |
| ↓                | 0–0              | 0–0              | 0–0              | 5:15             | 0–0              | 15:46            | 0–0              | 0–0              | ↓                | 16               | 0Rona haltă0                 | 6                | ↑                | 0–0              | 0–0              | 5:38             | 0–0              | 16:57            | 0–0              | 0–0              | 0–0              | ↑                |                  |
| ↓                | 0–0              | 0–0              | 0–0              | 5:22             | 0–0              | 15:53            | 0–0              | 0–0              | ↓                | 17               | 0Rona de Sus haltă0          | 5                | ↑                | 0–0              | 0–0              | 4:54             | 0–0              | 16:50            | 0–0              | 0–0              | 0–0              | ↑                |                  |
| ↓                | 0–0              | 0–0              | 0–0              | 5:31             | 0–0              | 16:02            | 0–0              | 0–0              | ↓                | 19               | 0Jidicea haltă0              | 3                | ↑                | 0–0              | 0–0              | 5:38             | 0–0              | 16:41            | 0–0              | 0–0              | 0–0              | ↑                |                  |
| ↓                | 0–0              | 0–0              | 0–0              | 5:49             | 0–0              | 16:20            | 0–0              | 0–0              | ↓                | 22               | 0Coștiui haltă0              | 0                | ↑                | 0–0              | 0–0              | 5:59             | 0–0              | 16:30            | 0–0              | 0–0              | 0–0              | ↑                |                  |

✳ Circulau în zilele fără soț.
Linia Máramarossziget-Mágtar (Sighetu Marmației haltă) – Szigetkamara (Cămara Sighet) – Farkasrév (Vadu Izei) – Bárdfalva (Berbești) – Fejérfalva (Ferești) – Máragyulafalva (Giulești) – Aknasugatag (Ocna Șugatag) inaugurată pe 1 septembrie 1883, avea o lungime de 23 km și era folosită la transportul persoanelor și a sării extrasă de la Ocna Șugatag. Din această linie se ramifica în Giulești o linie ferată forestieră inaugurată în 1910 cu o lungime de 32,6 km care urca pe Valea Marei, ajungând în zona Cheilor Tătarului și era folosită la transportul lemnului la Sighetu Marmației. Un extras al Mersului Trenurilor din 1948 arată că în acel an circulau două perechi de trenuri de pasageri, cu clasele 1, 2 și 3, în direcția Ocna Șugatag și care parcurgeau această distanță în aproximativ două ore.
| Sighet – Sugătag | Sighet – Sugătag | Sighet – Sugătag | Sighet – Sugătag | Sighet – Sugătag | Sighet – Sugătag | Sighet – Sugătag | Sighet – Sugătag | Sighet – Sugătag | Sighet – Sugătag | Sighet – Sugătag | Sighet – Sugătag             | Sighet – Sugătag | Sighet – Sugătag | Sighet – Sugătag | Sighet – Sugătag | Sighet – Sugătag | Sighet – Sugătag | Sighet – Sugătag | Sighet – Sugătag | Sighet – Sugătag | Sighet – Sugătag | Sighet – Sugătag | Sighet – Sugătag |
| 79               | 79               | 79               | 79               | 79               | 79               | 79               | 79               | 79               | 79               | 79               | 79                           | 79               | 79               | 79               | 79               | 79               | 79               | 79               | 79               | 79               | 79               | 79               | 79               |
| Orar             | Orar             | Orar             | Orar             | Orar             | Orar             | Orar             | Orar             | Orar             | Orar             | Km               | Gări                         | Km               | Orar             | Orar             | Orar             | Orar             | Orar             | Orar             | Orar             | Orar             | Orar             | Orar             |                  |
| ---------------- | ---------------- | ---------------- | ---------------- | ---------------- | ---------------- | ---------------- | ---------------- | ---------------- | ---------------- | ---------------- | ---------------------------- | ---------------- | ---------------- | ---------------- | ---------------- | ---------------- | ---------------- | ---------------- | ---------------- | ---------------- | ---------------- | ---------------- | ---------------- |
| 0                | 0                | 0                | 0                | ✳✳ Pers. 4221    | 0                | ✳✳ Pers. 4223    | 0                | 0                | 0                | 0                | 0                            | 0                | 0                | 0                | 0                | ✳✳ Pers. 4222    | 0                | ✳✳ Pers. 4224    | 0                | 0                | 0                | 0                |                  |
| ↓                | 0–0              | 0–0              | 0–0              | 3:14             | 0–0              | 15:05            | 0–0              | 0–0              | ↓                | 0                | 0Sighet haltă0               | 23               | ↑                | 0–0              | 0–0              | 7:00             | 0–0              | 18:50            | 0–0              | 0–0              | 0–0              | ↑                |                  |
| ↓                | 0–0              | 0–0              | 0–0              | 3:22             | 0–0              | 15:13            | 0–0              | 0–0              | ↓                | 2                | 0Cămara la Sighet haltă0     | 21               | ↑                | 0–0              | 0–0              | 6:52             | 0–0              | 18:42            | 0–0              | 0–0              | 0–0              | ↑                |                  |
| ↓                | 0–0              | 0–0              | 0–0              | 3:27             | 0–0              | 15:18            | 0–0              | 0–0              | ↓                | 3                | 0Cămara la Sighet Tr. haltă0 | 20               | ↑                | 0–0              | 0–0              | 6:46             | 0–0              | 18:37            | 0–0              | 0–0              | 0–0              | ↑                |                  |
| ↓                | 0–0              | 0–0              | 0–0              | 3:38             | 0–0              | 15:29            | 0–0              | 0–0              | ↓                | 6                | 0Sighet Obor haltă0          | 17               | ↑                | 0–0              | 0–0              | 6:35             | 0–0              | 18:26            | 0–0              | 0–0              | 0–0              | ↑                |                  |
| ↓                | 0–0              | 0–0              | 0–0              | 3:45             | 0–0              | 15:36            | 0–0              | 0–0              | ↓                | 7                | 0Țiglărie haltă0             | 16               | ↑                | 0–0              | 0–0              | 6:27             | 0–0              | 18:18            | 0–0              | 0–0              | 0–0              | ↑                |                  |
| ↓                | 0–0              | 0–0              | 0–0              | 3:58             | 0–0              | 15:49            | 0–0              | 0–0              | ↓                | 10               | 0Vadu Izei haltă0            | 13               | ↑                | 0–0              | 0–0              | 6:14             | 0–0              | 18:05            | 0–0              | 0–0              | 0–0              | ↑                |                  |
| ↓                | 0–0              | 0–0              | 0–0              | 4:10             | 0–0              | 16:01            | 0–0              | 0–0              | ↓                | 14               | 0Berbești haltă0             | 9                | ↑                | 0–0              | 0–0              | 6:02             | 0–0              | 17:53            | 0–0              | 0–0              | 0–0              | ↑                |                  |
| ↓                | 0–0              | 0–0              | 0–0              | 4:25             | 0–0              | 16:16            | 0–0              | 0–0              | ↓                | 15               | 0Km. 15+4000                 | 8                | ↑                | 0–0              | 0–0              | 5:56             | 0–0              | 17:47            | 0–0              | 0–0              | 0–0              | ↑                |                  |
| ↓                | 0–0              | 0–0              | 0–0              | 4:33             | 0–0              | 16:24            | 0–0              | 0–0              | ↓                | 17               | 0Ferești haltă0              | 6                | ↑                | 0–0              | 0–0              | 5:48             | 0–0              | 17:39            | 0–0              | 0–0              | 0–0              | ↑                |                  |
| ↓                | 0–0              | 0–0              | 0–0              | 4:53             | 0–0              | 16:44            | 0–0              | 0–0              | ↓                | 19               | 0Giulești haltă0             | 4                | ↑                | 0–0              | 0–0              | 5:35             | 0–0              | 17:26            | 0–0              | 0–0              | 0–0              | ↑                |                  |
| ↓                | 0–0              | 0–0              | 0–0              | 5:13             | 0–0              | 17:04            | 0–0              | 0–0              | ↓                | 23               | 0Șugatag haltă0              | 0                | ↑                | 0–0              | 0–0              | 5:23             | 0–0              | 17:14            | 0–0              | 0–0              | 0–0              | ↑                |                  |

✳✳ Circulau în zilele cu soț.
Liniile Sighetu Marmației haltă – Coștiui, Sighetu Marmației haltă – Ocna Șugatag și Giulești – Valea Marei erau exploatate de către „Societatea Căilor Ferate ale Sării din Maramureș” și au fost răscumpărate de statul român în 1926 (Ordinul Direcției Generale a CFR nr. 88201 publicat în Foaia Oficială CFR nr. 72/1926), fiind apoi exploatate de CFR, cu excepția liniei Giulești – Valea Marei care a trecut în exploatarea „Casei Pădurilor” transformată în 1930 în „Casa Autonomă a Pădurilor Statului”, iar din 1948 a trecut în administrarea Întreprinderii Forestiere de Exploatare și Transport Sighet (IFET Sighet). În perioada interbelică s-a construit linia Valea Brazilor (6 km) iar între 1956-1960 s-au mai construit liniile Vadu Izei – Șugău (10 km) și Valea Desești (1,4 km). Întreaga rețea a căilor ferate înguste cu centrul la Sighetu Marmației a fost desființată începând cu 1975 odată cu introducerea masivă a mijloacelor de transport auto în exploatarea forestieră. Până la desființarea acestor liniilor ferate înguste stația Cămara Sighet a fost singura stație din România în care erau prezente trei ecartamente: îngust (760 mm), normal (1 435 mm) și larg (1 520 mm).

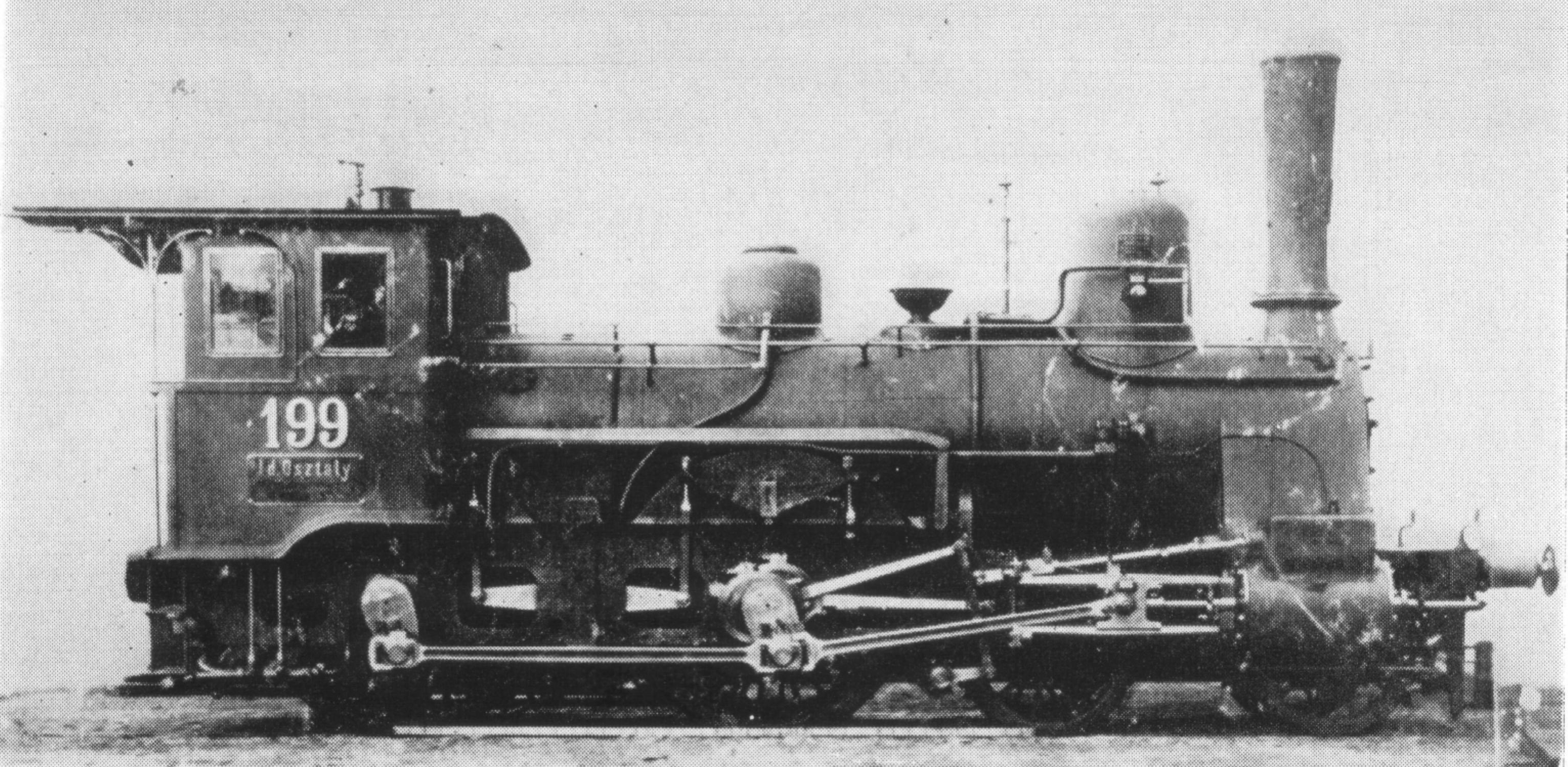
Locomotivă MÉKV clasa I (nr. 1"–8")/MÁV seria 221.
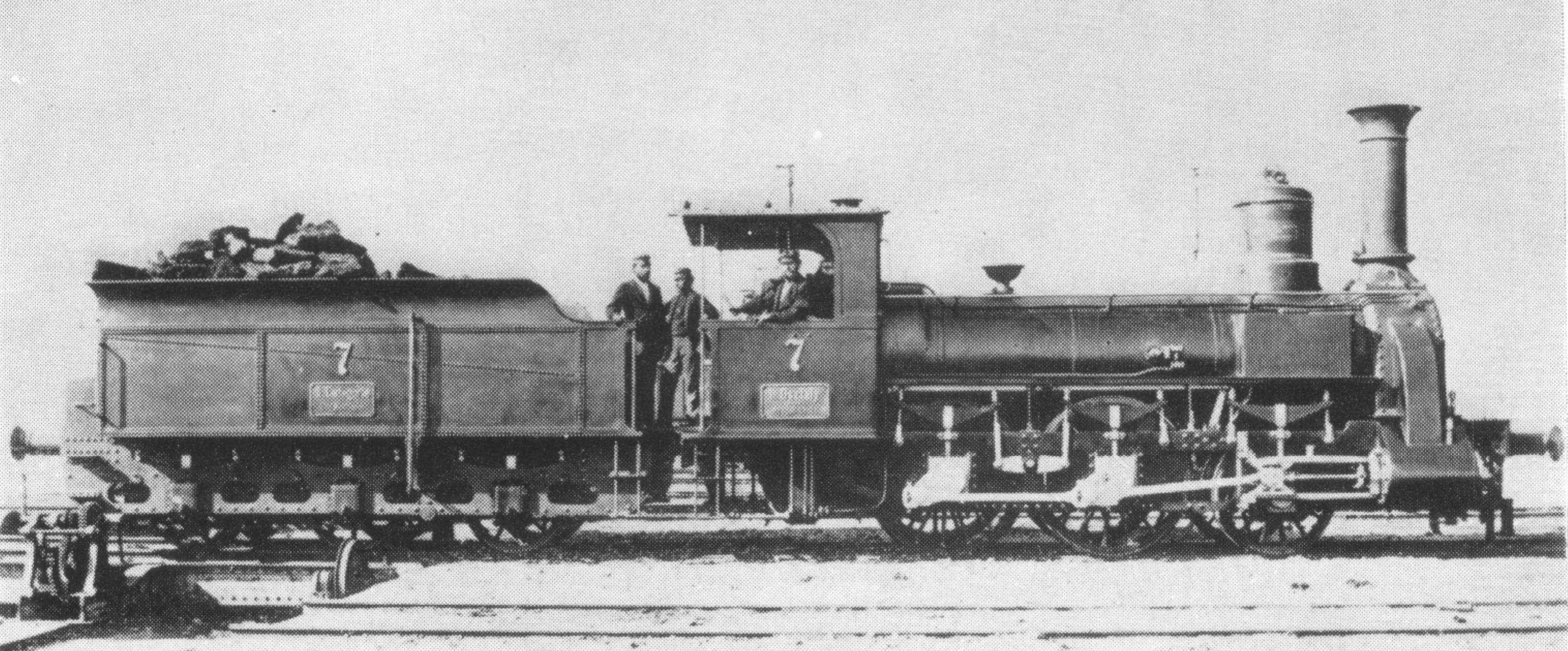
Locomotivă MÉKV clasa II (nr. 1–21)/MÁV seria 238.
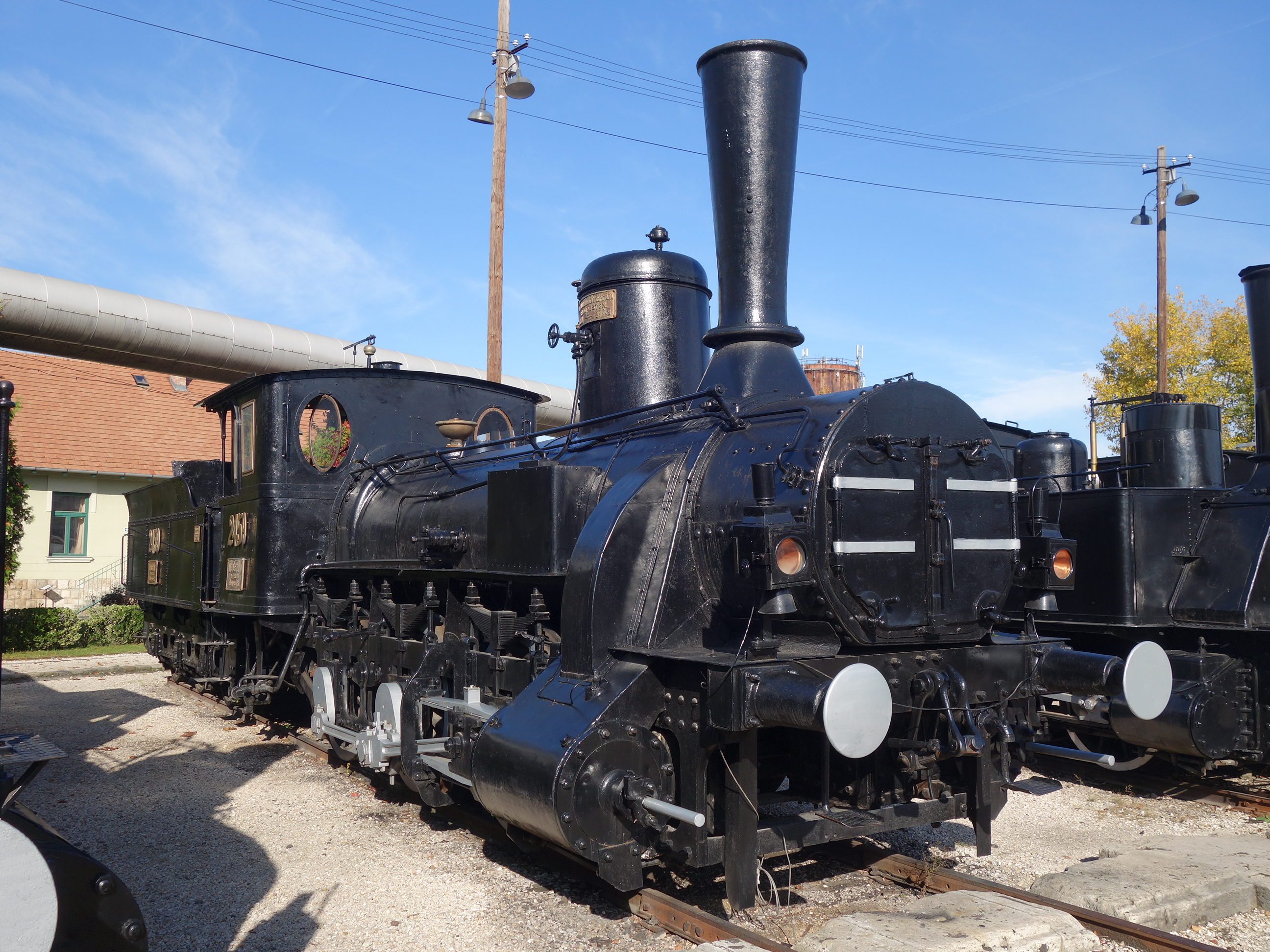
Locomotivă MÉKV clasa III (nr. 101–105)/MÁV seria 326.
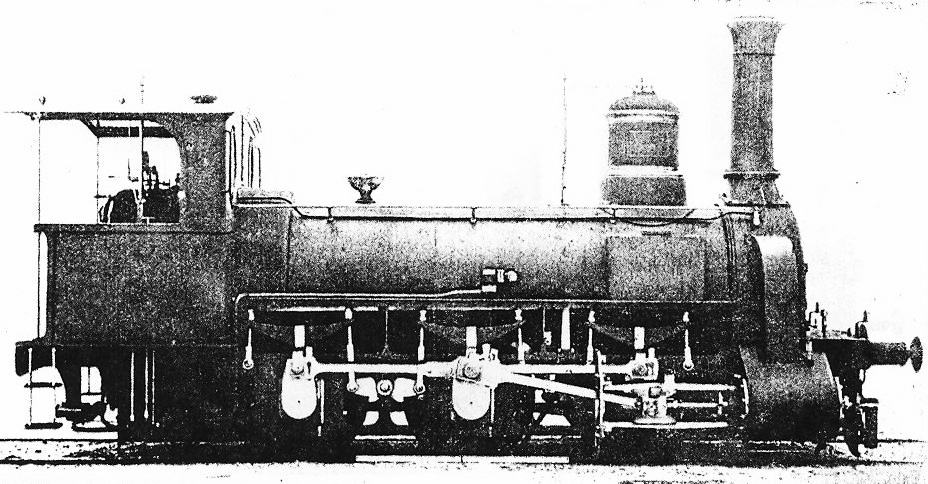
Locomotivă MÉKV clasa III (nr. 50–73)/MÁV seria 335.
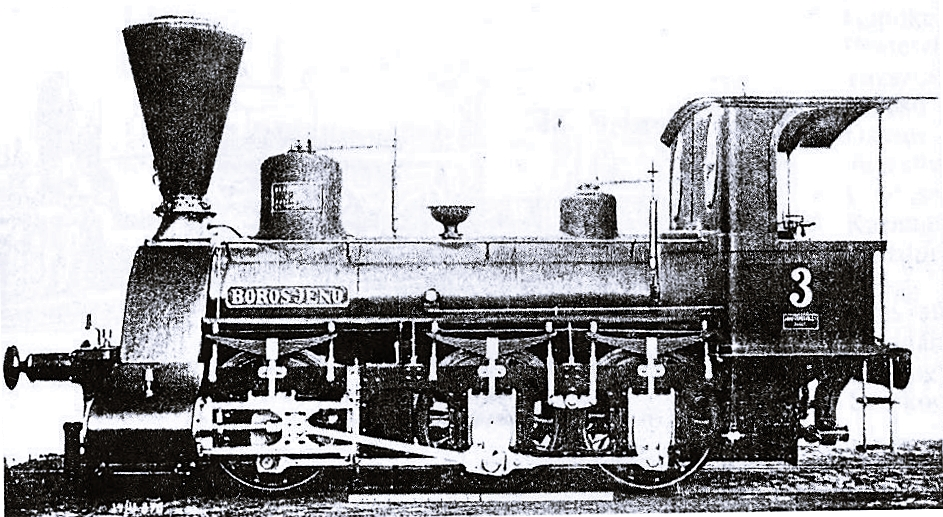
Locomotivă MÉKV clasa III (nr. 200–208)/MÁV seria 374.
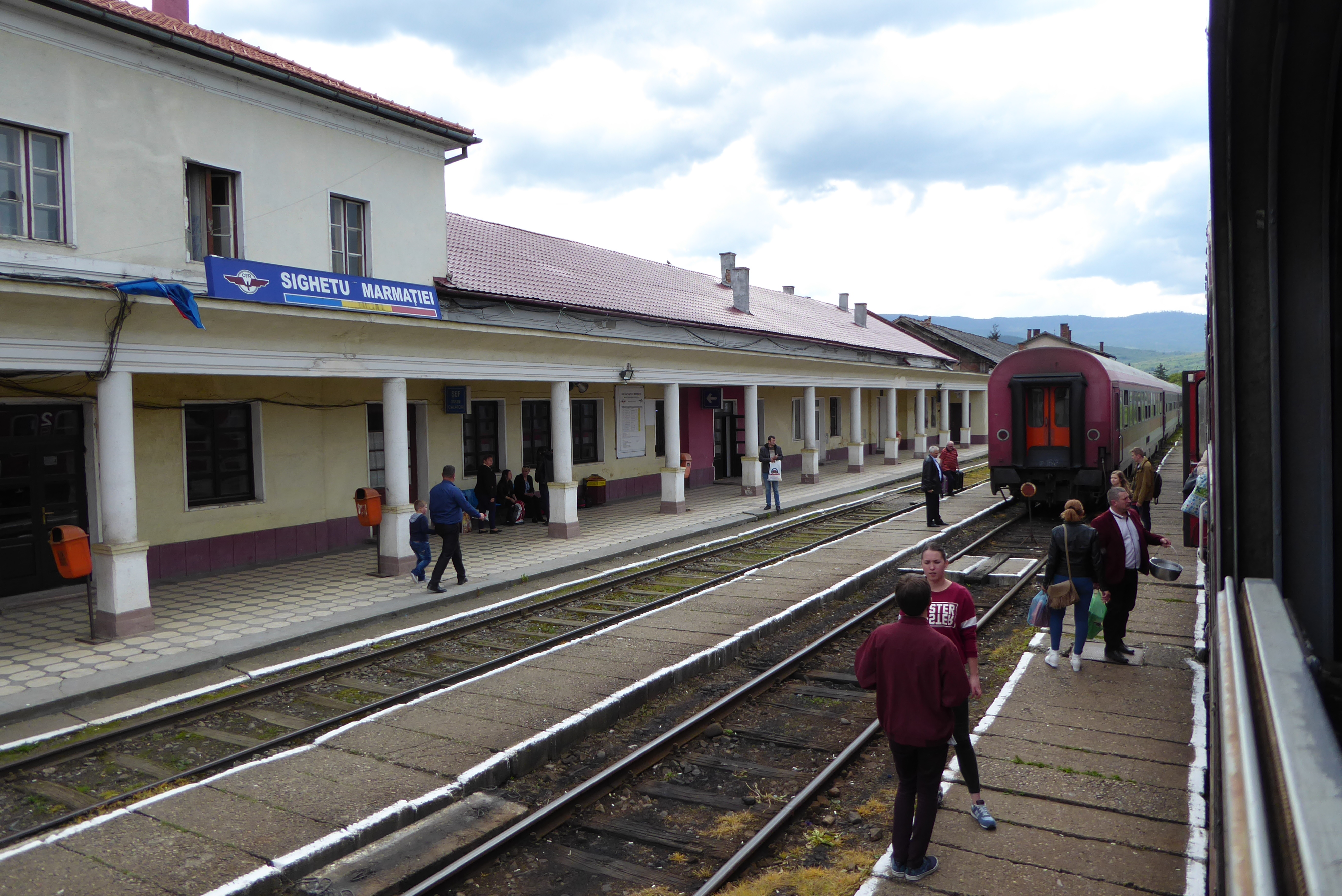
Peronul gării Sighetu Marmației.
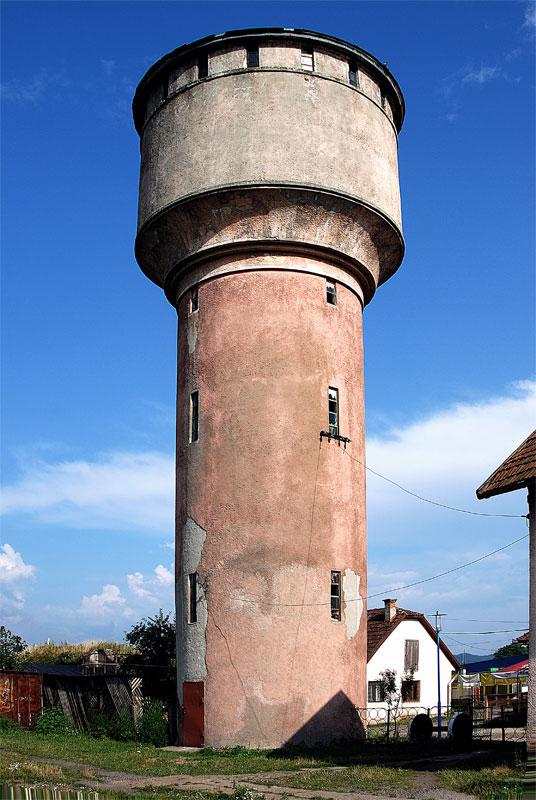
Turnul de apă al gării Sighetu Marmației.
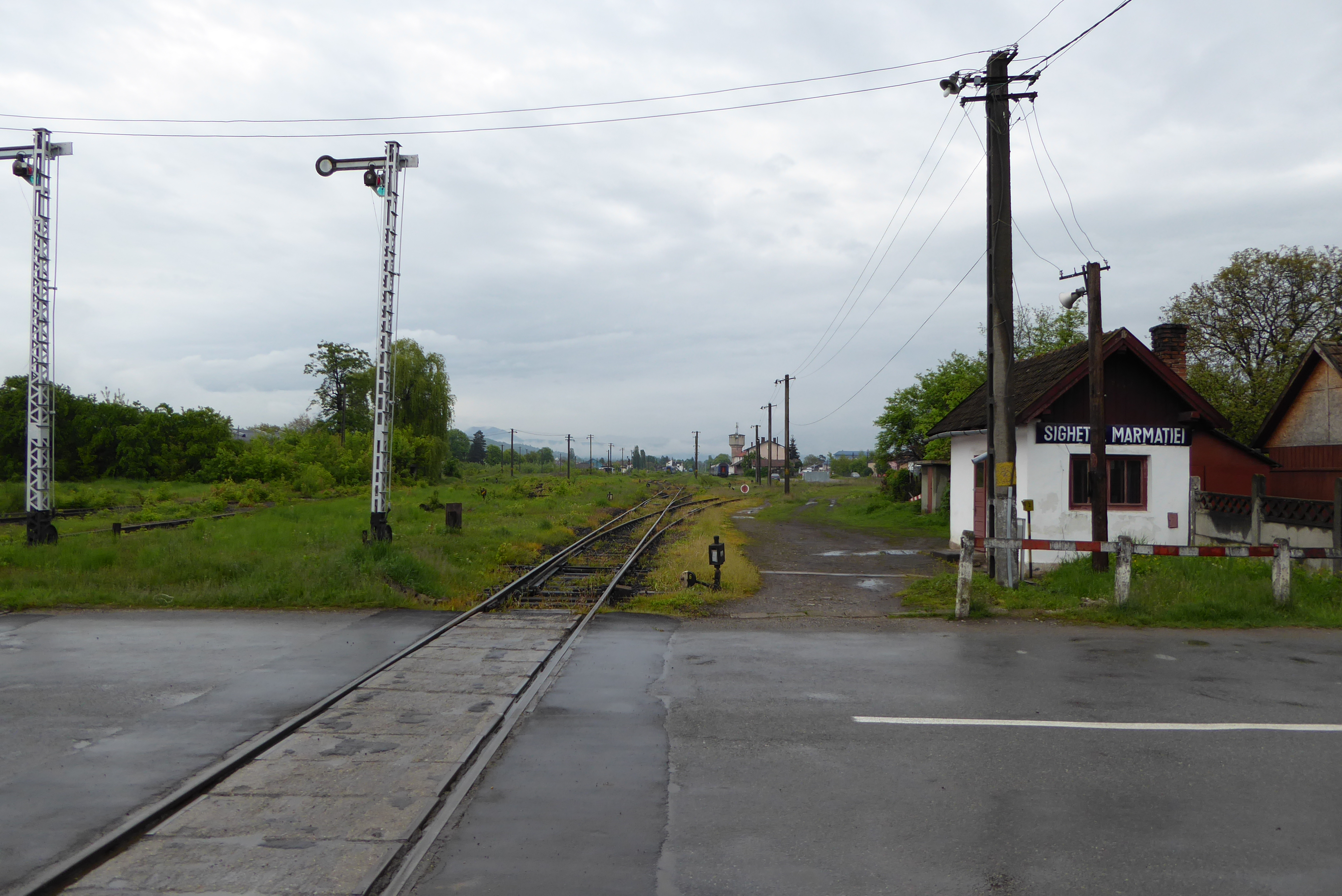
Liniile de cale ferată, traversând strada Nicolae Titulescu, la ieșirea din stația Sighetu Marmației spre stația Câmpulung la Tisa.

## Legături
Calea ferată asigură legătura municipiului Sighetu Marmației pe linii adiacente Magistralei 400 spre Beclean pe Someș și Dej pentru transportul feroviar de călători și marfă. Prin gara Sighetu Marmației trec zilnic trenuri Regio (R) ale operatorului CFR Călători.
| \| Ora plecării \| Tipul și nr. trenului \| În direcția \| Ora sosirii \| Durată \| Distanța \| Caracteristici tren \| Stații \| Operator \| Observații \| \| ------------ \| ---------------------------- \| --------------------------------------------- \| ------------------- \| ------------------------------------- \| ------------------- \| ------------------- \| ---------------------------------------------------------------------------------------------------------------------------------------------------------------------------------------------------------------------------------------------------------------------------------------------------------------------------------------------------------------------------------------------------------------------------------------------------------------------------------------------------------------------------------------------------------------------------------------------------------------------------------------------------------------------------------------------------------------------------------------------------------------------------------------------------------------------------------------------------------------------------------------------------------------------------------------------------------------------------------------------------------------------- \| ------------ \| ---------------------------------------------------------------------------------------------------------------------------------------------------------------------------------------------------------------------------------------------------------------------------------------------- \| \| 02:25 \| R4650 \| Vișeu de Jos \| 4:00 \| 1h și 35min \| 57km \| \| Sighetu Marmației - Valea Vișeului - Vișeu de Jos \| CFR Călători \| Nu circulă în zilele de duminică. \| \| 07:55 \| R4652 \| Vișeu de Jos \| 10:00 \| 2h și 5min \| 57km \| \| Sighetu Marmației - Cămara Sighet - Tisa - Crăciunești - Bocicoi - Lunca la Tisa - Valea Vișeului - Vișeu Bistra - Petrova - Leordina - Leordina hc - Bocicoel - Vișeu de Jos \| CFR Călători \| \| \| 14:25 \| R4654 \| Vișeu de Jos \| 16:30 \| 2h și 5min \| 57km \| \| Sighetu Marmației - Cămara Sighet - Tisa - Crăciunești - Bocicoi - Lunca la Tisa - Valea Vișeului - Vișeu Bistra - Petrova - Leordina - Leordina hc - Bocicoel - Vișeu de Jos \| CFR Călători \| Nu circulă în zilele de sâmbătă și duminică. \| \| 16:10 \| R04116/R4116/ R4113/ IRN1642 \| Beclean pe Someș/ Cluj-Napoca/ București Nord \| 20:53/ 23:00/ 06:35 \| 2h și 5min/ 6h și 50min/ 14h și 25min \| 140km/ 223km/ 606km \| / / / \| Sighetu Marmației - Cămara Sighet - Tisa - Crăciunești - Bocicoi - Lunca la Tisa - Valea Vișeului - Vișeu Bistra - Petrova - Leordina - Leordina hc - Bocicoel - Vișeu de Jos - Iza - Săcel - Dealul Ștefăniței - Romuli - Fiad - Telciu - Coșbuc - Salva - Mititei - Nimigea - Nimigea hc - Mogoșeni - Cociu - Beclean pe Someș /- Reteag - Dej Triaj - Dej Călători - Gherla - Iclod - Bonțida - Jucu - Apahida - Cluj-Napoca Sighetu Marmației - Cămara Sighet - Tisa - Crăciunești - Bocicoi - Lunca la Tisa - Valea Vișeului - Vișeu Bistra - Petrova - Leordina - Leordina hc - Bocicoel - Vișeu de Jos - Iza - Săcel - Dealul Ștefăniței - Romuli - Fiad - Telciu - Coșbuc - Salva - Mititei - Nimigea - Nimigea hc - Mogoșeni - Cociu - Beclean pe Someș /- Sărățel - Deda - Toplița - Gheorgheni - Izvoru Mureșului - Izvoru Oltului - Siculeni - Miercurea Ciuc - Băile Tușnad - Sfântu Gheorghe - Brașov - Predeal - Azuga - Bușteni - Sinaia - Câmpina - Florești Prahova - Ploiești Vest - București Nord \| CFR Călători \| Trenul pleacă cu denumirea R04116/R4116. În stația Beclean pe Someș, trenul (R04116) trimite vagoane către Cluj-Napoca, de unde va circula cu denumirea de R4113. În stația Beclean pe Someș, trenul (R4116) trimite vagoane către București Nord, de unde va circula cu denumirea de IRN1642. \| \| 23:30 \| R4118/R04101 \| Cluj-Napoca \| 06:15 \| 6h și 15min \| 223km \| \| Sighetu Marmației - Cămara Sighet - Tisa - Crăciunești - Bocicoi - Lunca la Tisa - Valea Vișeului - Vișeu Bistra - Petrova - Leordina - Leordina hc - Bocicoel - Vișeu de Jos - Iza - Săcel - Dealul Ștefăniței - Romuli - Fiad - Fiezel - Telciu - Coșbuc - Salva - Mititei - Nimigea - Nimigea hc - Mogoșeni - Cociu - Beclean pe Someș - Coldău - Ciceu Cristur - Reteag hc - Reteag - Dej Triaj - Dej Călători - Nima - Gherla - Livada Someș - Iclod - Fundătura - Bonțida - Răscruci - Jucu - Apahida h - Apahida - Dezmir - Cluj-Napoca Est - Clujana - Cluj-Napoca \| CFR Călători \| În stația Beclean pe Someș trenul își schimbă denumirea în R04101. Nu circulă în zilele de sâmbătă. \| IRN - InterRegioNight; R - Regio; - Clasa întâi; - Clasa a doua; - Vagon de dormit; - Vagon cușetă; - Rezervare loc; - Transport biciclete |                              |                                               |                     |                                       |                     |                     | |              | |
| Ora plecării | Tipul și nr. trenului        | În direcția                                   | Ora sosirii         | Durată                                | Distanța            | Caracteristici tren | Stații | Operator     | Observații |
| 02:25 | R4650                        | Vișeu de Jos                                  | 4:00                | 1h și 35min                           | 57km                | Clasa a doua        | Sighetu Marmației - Valea Vișeului - Vișeu de Jos | CFR Călători | Nu circulă în zilele de duminică. |
| 07:55 | R4652                        | Vișeu de Jos                                  | 10:00               | 2h și 5min                            | 57km                | Clasa a doua        | Sighetu Marmației - Cămara Sighet - Tisa - Crăciunești - Bocicoi - Lunca la Tisa - Valea Vișeului - Vișeu Bistra - Petrova - Leordina - Leordina hc - Bocicoel - Vișeu de Jos | CFR Călători | |
| 14:25 | R4654                        | Vișeu de Jos                                  | 16:30               | 2h și 5min                            | 57km                | Clasa a doua        | Sighetu Marmației - Cămara Sighet - Tisa - Crăciunești - Bocicoi - Lunca la Tisa - Valea Vișeului - Vișeu Bistra - Petrova - Leordina - Leordina hc - Bocicoel - Vișeu de Jos | CFR Călători | Nu circulă în zilele de sâmbătă și duminică. |
| 16:10 | R04116/R4116/ R4113/ IRN1642 | Beclean pe Someș/ Cluj-Napoca/ București Nord | 20:53/ 23:00/ 06:35 | 2h și 5min/ 6h și 50min/ 14h și 25min | 140km/ 223km/ 606km | /                   | Sighetu Marmației - Cămara Sighet - Tisa - Crăciunești - Bocicoi - Lunca la Tisa - Valea Vișeului - Vișeu Bistra - Petrova - Leordina - Leordina hc - Bocicoel - Vișeu de Jos - Iza - Săcel - Dealul Ștefăniței - Romuli - Fiad - Telciu - Coșbuc - Salva - Mititei - Nimigea - Nimigea hc - Mogoșeni - Cociu - Beclean pe Someș /- Reteag - Dej Triaj - Dej Călători - Gherla - Iclod - Bonțida - Jucu - Apahida - Cluj-Napoca Sighetu Marmației - Cămara Sighet - Tisa - Crăciunești - Bocicoi - Lunca la Tisa - Valea Vișeului - Vișeu Bistra - Petrova - Leordina - Leordina hc - Bocicoel - Vișeu de Jos - Iza - Săcel - Dealul Ștefăniței - Romuli - Fiad - Telciu - Coșbuc - Salva - Mititei - Nimigea - Nimigea hc - Mogoșeni - Cociu - Beclean pe Someș /- Sărățel - Deda - Toplița - Gheorgheni - Izvoru Mureșului - Izvoru Oltului - Siculeni - Miercurea Ciuc - Băile Tușnad - Sfântu Gheorghe - Brașov - Predeal - Azuga - Bușteni - Sinaia - Câmpina - Florești Prahova - Ploiești Vest - București Nord | CFR Călători | Trenul pleacă cu denumirea R04116/R4116. În stația Beclean pe Someș, trenul (R04116) trimite vagoane către Cluj-Napoca, de unde va circula cu denumirea de R4113. În stația Beclean pe Someș, trenul (R4116) trimite vagoane către București Nord, de unde va circula cu denumirea de IRN1642. |
| 23:30 | R4118/R04101                 | Cluj-Napoca                                   | 06:15               | 6h și 15min                           | 223km               | Clasa a doua        | Sighetu Marmației - Cămara Sighet - Tisa - Crăciunești - Bocicoi - Lunca la Tisa - Valea Vișeului - Vișeu Bistra - Petrova - Leordina - Leordina hc - Bocicoel - Vișeu de Jos - Iza - Săcel - Dealul Ștefăniței - Romuli - Fiad - Fiezel - Telciu - Coșbuc - Salva - Mititei - Nimigea - Nimigea hc - Mogoșeni - Cociu - Beclean pe Someș - Coldău - Ciceu Cristur - Reteag hc - Reteag - Dej Triaj - Dej Călători - Nima - Gherla - Livada Someș - Iclod - Fundătura - Bonțida - Răscruci - Jucu - Apahida h - Apahida - Dezmir - Cluj-Napoca Est - Clujana - Cluj-Napoca | CFR Călători | În stația Beclean pe Someș trenul își schimbă denumirea în R04101. Nu circulă în zilele de sâmbătă. |

| \| Ora sosirii \| Tipul și nr. trenului \| Din direcția \| Ora plecării \| Durată \| Distanța \| Caracteristici tren \| Stații \| Operator \| Observații \| \| ----------- \| ---------------------------- \| --------------------------------------------- \| ----------------- \| ------------------------------------- \| ------------------- \| ------------------- \| ------------------------------------------------------------------------------------------------------------------------------------------------------------------------------------------------------------------------------------------------------------------------------------------------------------------------------------------------------------------------------------------------------------------------------------------------------------------------------------------------------------------------------------------------------------------------------------------------------------------------------------------------------------------------------------------------------------------------------------------------------------------------------------------------------------------------------------------------------------------------------------------------------------------------------------------- \| ------------ \| ------------------------------------------------------------------------------------------------------------------------------------------------------------------------------------------------------------------------------------------------------------------------------------------------- \| \| 06:30 \| R4651 \| Vișeu de Jos \| 04:30 \| 2h \| 57km \| \| Vișeu de Jos - Bocicoel - Leordina hc - Leordina - Petrova - Vișeu Bistra - Valea Vișeului - Lunca la Tisa - Bocicoi - Crăciunești - Tisa - Cămara Sighet - Sighetu Marmației \| CFR Călători \| Nu circulă în zilele de duminică. \| \| 07:20 \| R4653 \| Vișeu de Jos \| 05:20 \| 2h \| 57km \| \| Vișeu de Jos - Bocicoel - Leordina hc - Leordina - Petrova - Vișeu Bistra - Valea Vișeului - Lunca la Tisa - Bocicoi - Crăciunești - Tisa - Cămara Sighet - Sighetu Marmației \| CFR Călători \| Nu circulă în zilele de duminică. \| \| 10:00 \| R04112/R4112/ R4110/ IRN1641 \| Beclean pe Someș/ Cluj-Napoca/ București Nord \| 05:49/03:35/21:01 \| 4h și 11min/ 6h și 25min/ 11h și 1min \| 140km/ 223km/ 606km \| / / / \| Cluj-Napoca - Gherla - Dej Călători - Reteag /- Beclean pe Someș - Cociu - Mogoșeni - Nimigea hc - Nimigea - Mititei - Salva - Coșbuc - Telciu - Fiad - Romuli - Dealul Ștefăniței - Săcel - Iza - Vișeu de Jos - Bocicoel - Leordina - Petrova - Vișeu Bistra - Valea Vișeului - Lunca la Tisa - Bocicoi - Crăciunești - Tisa - Cămara Sighet - Sighetu Marmației București Nord - Ploiești Vest - Florești Prahova - Câmpina - Sinaia - Bușteni - Azuga - Predeal - Brașov - Sfântu Gheorghe - Băile Tușnad - Miercurea Ciuc - Siculeni - Izvoru Oltului - Izvoru Mureșului - Gheorgheni - Toplița - Deda - Sărățel /- Beclean pe Someș - Cociu - Mogoșeni - Nimigea hc - Nimigea - Mititei - Salva - Coșbuc - Telciu - Fiad - Romuli - Dealul Ștefăniței - Săcel - Iza - Vișeu de Jos - Bocicoel - Leordina - Petrova - Vișeu Bistra - Valea Vișeului - Lunca la Tisa - Bocicoi - Crăciunești - Tisa - Cămara Sighet - Sighetu Marmației \| CFR Călători \| Trenul sosește cu denumirea R04112/R4112. În stația Beclean pe Someș, trenul (R04112) primește vagoane de la Cluj-Napoca, de unde a circulat cu denumirea de R4110. În stația Beclean pe Someș, trenul (R4112) primește vagoane de la București Nord, de unde a circulat cu denumirea de IRN1641. \| \| 14:00 \| R4655 \| Vișeu de Jos \| 11:55 \| 2h și 5min \| 57km \| \| Vișeu de Jos - Bocicoel - Leordina hc - Leordina - Petrova - Vișeu Bistra - Valea Vișeului - Lunca la Tisa - Bocicoi - Crăciunești - Tisa - Cămara Sighet - Sighetu Marmației \| CFR Călători \| \| \| 21:30 \| R4115/R4114 \| Vișeu de Jos/ Cluj-Napoca \| 19:30/ 14:35 \| 2h/ 7h și 5min \| 57km/ 223km \| \| Cluj-Napoca - Clujana - Cluj-Napoca Est - Dezmir - Apahida - Apahida h - Jucu - Răscruci - Bonțida - Fundătura - Iclod - Livada Someș - Gherla - Bunești - Nima - Dej Călători - Dej Triaj - Reteag - Reteag hc - Ciceu Cristur - Coldău - Beclean pe Someș - Cociu - Mogoșeni - Nimigea hc - Nimigea - Mititei - Salva - Coșbuc - Bichigiu - Telciu - Fiezel - Fiad - Romuli - Dealul Ștefăniței - Săcel - Iza -/ Vișeu de Jos - Bocicoel - Leordina hc - Leordina - Petrova - Vișeu Bistra - Valea Vișeului - Lunca la Tisa - Bocicoi - Crăciunești - Tisa - Cămara Sighet - Sighetu Marmației \| CFR Călători \| În stația Vișeu de Jos trenul primește vagoane de la Cluj-Napoca de unde a circulat cu denumirea de R4114. Nu circulă în zilele de duminică. \| IRN - InterRegioNight; R - Regio; - Clasa întâi; - Clasa a doua; - Vagon de dormit; - Vagon cușetă; - Rezervare loc; - Transport biciclete |                              |                                               |                   |                                       |                     |                     | |              | |
| Ora sosirii | Tipul și nr. trenului        | Din direcția                                  | Ora plecării      | Durată                                | Distanța            | Caracteristici tren | Stații | Operator     | Observații |
| 06:30 | R4651                        | Vișeu de Jos                                  | 04:30             | 2h                                    | 57km                | Clasa a doua        | Vișeu de Jos - Bocicoel - Leordina hc - Leordina - Petrova - Vișeu Bistra - Valea Vișeului - Lunca la Tisa - Bocicoi - Crăciunești - Tisa - Cămara Sighet - Sighetu Marmației | CFR Călători | Nu circulă în zilele de duminică. |
| 07:20 | R4653                        | Vișeu de Jos                                  | 05:20             | 2h                                    | 57km                | Clasa a doua        | Vișeu de Jos - Bocicoel - Leordina hc - Leordina - Petrova - Vișeu Bistra - Valea Vișeului - Lunca la Tisa - Bocicoi - Crăciunești - Tisa - Cămara Sighet - Sighetu Marmației | CFR Călători | Nu circulă în zilele de duminică. |
| 10:00 | R04112/R4112/ R4110/ IRN1641 | Beclean pe Someș/ Cluj-Napoca/ București Nord | 05:49/03:35/21:01 | 4h și 11min/ 6h și 25min/ 11h și 1min | 140km/ 223km/ 606km | /                   | Cluj-Napoca - Gherla - Dej Călători - Reteag /- Beclean pe Someș - Cociu - Mogoșeni - Nimigea hc - Nimigea - Mititei - Salva - Coșbuc - Telciu - Fiad - Romuli - Dealul Ștefăniței - Săcel - Iza - Vișeu de Jos - Bocicoel - Leordina - Petrova - Vișeu Bistra - Valea Vișeului - Lunca la Tisa - Bocicoi - Crăciunești - Tisa - Cămara Sighet - Sighetu Marmației București Nord - Ploiești Vest - Florești Prahova - Câmpina - Sinaia - Bușteni - Azuga - Predeal - Brașov - Sfântu Gheorghe - Băile Tușnad - Miercurea Ciuc - Siculeni - Izvoru Oltului - Izvoru Mureșului - Gheorgheni - Toplița - Deda - Sărățel /- Beclean pe Someș - Cociu - Mogoșeni - Nimigea hc - Nimigea - Mititei - Salva - Coșbuc - Telciu - Fiad - Romuli - Dealul Ștefăniței - Săcel - Iza - Vișeu de Jos - Bocicoel - Leordina - Petrova - Vișeu Bistra - Valea Vișeului - Lunca la Tisa - Bocicoi - Crăciunești - Tisa - Cămara Sighet - Sighetu Marmației | CFR Călători | Trenul sosește cu denumirea R04112/R4112. În stația Beclean pe Someș, trenul (R04112) primește vagoane de la Cluj-Napoca, de unde a circulat cu denumirea de R4110. În stația Beclean pe Someș, trenul (R4112) primește vagoane de la București Nord, de unde a circulat cu denumirea de IRN1641. |
| 14:00 | R4655                        | Vișeu de Jos                                  | 11:55             | 2h și 5min                            | 57km                | Clasa a doua        | Vișeu de Jos - Bocicoel - Leordina hc - Leordina - Petrova - Vișeu Bistra - Valea Vișeului - Lunca la Tisa - Bocicoi - Crăciunești - Tisa - Cămara Sighet - Sighetu Marmației | CFR Călători | |
| 21:30 | R4115/R4114                  | Vișeu de Jos/ Cluj-Napoca                     | 19:30/ 14:35      | 2h/ 7h și 5min                        | 57km/ 223km         | Clasa a doua        | Cluj-Napoca - Clujana - Cluj-Napoca Est - Dezmir - Apahida - Apahida h - Jucu - Răscruci - Bonțida - Fundătura - Iclod - Livada Someș - Gherla - Bunești - Nima - Dej Călători - Dej Triaj - Reteag - Reteag hc - Ciceu Cristur - Coldău - Beclean pe Someș - Cociu - Mogoșeni - Nimigea hc - Nimigea - Mititei - Salva - Coșbuc - Bichigiu - Telciu - Fiezel - Fiad - Romuli - Dealul Ștefăniței - Săcel - Iza -/ Vișeu de Jos - Bocicoel - Leordina hc - Leordina - Petrova - Vișeu Bistra - Valea Vișeului - Lunca la Tisa - Bocicoi - Crăciunești - Tisa - Cămara Sighet - Sighetu Marmației | CFR Călători | În stația Vișeu de Jos trenul primește vagoane de la Cluj-Napoca de unde a circulat cu denumirea de R4114. Nu circulă în zilele de duminică. |

| Harta legăturilor feroviare directe ale municipiului Sighetu Marmației Sighetu MarmațieiVișeu de JosBecleanCluj-NapocaBucurești Localizarea legăturilor feroviare directe ale municipiului Sighetu Marmației | \| Nr. crt. \| Localitate \| Tren \| Distanța \| \| -------- \| ------------ \| --------------------- \| -------- \| \| 1 \| Beclean \| R04116/R4116 \| 140km \| \| 2 \| București \| R04116/R4116+ IRN1642 \| 606km \| \| 3 \| Cluj-Napoca \| R04116/R4116+ R4113 \| 223km \| \| 3 \| Cluj-Napoca \| R4118/R04101 \| 223km \| \| 4 \| Vișeu de Jos \| R4650 \| 57km \| \| 4 \| Vișeu de Jos \| R4652 \| 57km \| \| 4 \| Vișeu de Jos \| R4654 \| 57km \| |                       |          |
| Nr. crt. | Localitate | Tren                  | Distanța |
| 1 | Beclean | R04116/R4116          | 140km    |
| 2 | București | R04116/R4116+ IRN1642 | 606km    |
| 3 | Cluj-Napoca | R04116/R4116+ R4113   | 223km    |
| 3 | Cluj-Napoca | R4118/R04101          | 223km    |
| 4 | Vișeu de Jos | R4650                 | 57km     |
| 4 | Vișeu de Jos | R4652                 | 57km     |
| 4 | Vișeu de Jos | R4654                 | 57km     |

| Nr. crt. | Localitate   | Tren                  | Distanța |
| -------- | ------------ | --------------------- | -------- |
| 1        | Beclean      | R04116/R4116          | 140km    |
| 2        | București    | R04116/R4116+ IRN1642 | 606km    |
| 3        | Cluj-Napoca  | R04116/R4116+ R4113   | 223km    |
| 3        | Cluj-Napoca  | R4118/R04101          | 223km    |
| 4        | Vișeu de Jos | R4650                 | 57km     |
| 4        | Vișeu de Jos | R4652                 | 57km     |
| 4        | Vișeu de Jos | R4654                 | 57km     |

De asemenea, gara Sighetu Marmației a oferit o legătură directă cu Ungaria și Ucraina circulând trenurile internaționale Sighetu Marmației – Budapesta și Sighetu Marmației – Teresva (1998-2007).
Gara Sighetu Marmației este legată cu o linie de autobuz, care pornește din fața ei, de alte zone din municipiu. De asemenea, lângă gară se află două autogări și o stație de taxi.

## Distanțe față de alte gări din România și Europa

### Distanțe față de alte gări din România
- Sighetu Marmației și Alba Iulia (via Cluj-Napoca și Teiuș) - 344 km
- Sighetu Marmației și Arad (via Cluj-Napoca și Teiuș) - 556 km
- Sighetu Marmației și Baia Mare (via Dej Călători și Beclean pe Someș) - 298 km
- Sighetu Marmației și Beclean pe Someș - 140 km
- Sighetu Marmației și Brașov (via Cluj-Napoca) - 554 km
- Sighetu Marmației și Brașov (via Deda) - 440 km
- Sighetu Marmației și București Nord (via Cluj-Napoca) - 723 km
- Sighetu Marmației și București Nord (via Deda) - 606 km
- Sighetu Marmației și Cluj-Napoca - 223 km
- Sighetu Marmației și Constanța (via Cluj-Napoca și București Nord) - 948 km
- Sighetu Marmației și Constanța (via Deda și București Nord) - 831 km
- Sighetu Marmației și Curtici (via Cluj-Napoca și Arad) - 573 km
- Sighetu Marmației și Dej Călători - 164 km
- Sighetu Marmației și Episcopia Bihor (via Cluj-Napoca) - 381 km
- Sighetu Marmației și Gherla - 178 km
- Sighetu Marmației și Iași (via Salva și Suceava) - 472 km
- Sighetu Marmației și Jibou (via Dej Călători) - 240 km
- Sighetu Marmației și Mangalia (via Deda și București Nord) - 872 km
- Sighetu Marmației și Oradea (via Cluj-Napoca) - 375 km
- Sighetu Marmației și Războieni - 293 km
- Sighetu Marmației și Satu Mare (via Baia Mare) - 358 km
- Sighetu Marmației și Suceava (via Salva) - 355 km
- Sighetu Marmației și Timișoara Nord (via Cluj-Napoca și Arad) - 613 km
- Sighetu Marmației și Vatra Dornei (via Salva) - 219 km

### Distanțe față de alte gări din Europa
- Sighetu Marmației și  Hauptbahnhof Berlin (via Arad, Keleti Budapesta, Hauptbahnhof Viena, Praha hlavní nádraží și Bahnhof Dresden-Neustadt) - 1752 km
- Sighetu Marmației și  Železničná stanica Bratislava-Petržalka (via Arad, Keleti Budapesta și Hauptbahnhof Viena) - 1136 km
- Sighetu Marmației și  Gare de Bruxelles Midi/Station Brussel-Zuid (via Arad, Keleti Budapesta, Hauptbahnhof Viena, Hauptbahnhof Frankfurt pe Main, Hauptbahnhof Aachen și Gare de Liège-Guillemins) - 2060 km
- Sighetu Marmației și  Gare de Bruxelles Midi/Station Brussel-Zuid (via Arad, Keleti Budapesta, Hauptbahnhof Viena, Hauptbahnhof Mannheim, Gare de Paris-Nord și Gare de Lille-Flandres) - 2727 km
- Sighetu Marmației și  Keleti Budapesta (via Arad) - 809 km
- Sighetu Marmației și  Keleti Budapesta (via Oradea) - 622 km
- Sighetu Marmației și  Keleti Budapesta (via Valea lui Mihai) - 685 km
- Sighetu Marmației și  Chișinău (via Suceava și Iași) - 602 km
- Sighetu Marmației și  Hauptbahnhof Frankfurt pe Main (via Arad, Keleti Budapesta, Hauptbahnhof Viena, Hauptbahnhof Passau, Hauptbahnhof Regensburg și Hauptbahnhof Nürnberg) - 1820 km
- Sighetu Marmației și  Hauptbahnhof Frankfurt pe Main (via Arad, Keleti Budapesta, Hauptbahnhof Viena, München Ost, Hauptbahnhof Stuttgart și Hauptbahnhof Mannheim) - 1995 km
- Sighetu Marmației și  Kiev Pasajirski (via Suceava) - 1135 km
- Sighetu Marmației și   St. Pancras International Londra (via Arad, Keleti Budapesta, Hauptbahnhof Viena, Hauptbahnhof Mannheim, Gare de Paris-Nord, Gare de Lille-Europe și Gare de Calais-Fréthun) - 2909 km
- Sighetu Marmației și  Nyírábrány vasútállomás - 433 km
- Sighetu Marmației și  Gare de l'Est Paris (via Arad, Keleti Budapesta, Hauptbahnhof Viena, Hauptbahnhof München și Hauptbahnhof Frankfurt pe Main) - 2476 km
- Sighetu Marmației și  Gare de l'Est Paris (via Arad, Keleti Budapesta, Hauptbahnhof Viena, München Ost și Hauptbahnhof Stuttgart) - 2400 km
- Sighetu Marmației și  Praha hlavní nádraží (via Arad, Keleti Budapesta, Hauptbahnhof Viena și Brno hlavní nádraží) - 1481 km
- Sighetu Marmației și  Warszawa Centralna (via Arad, Keleti Budapesta, Hauptbahnhof Viena, Brno hlavní nádraží, Olomouc hlavní nádraží și Stacja kolejowa Katowice) - 1913 km
- Sighetu Marmației și  Stazione di Venezia Mestre (via Arad, Keleti Budapesta, Hauptbahnhof Viena și Stazione di Trieste Centrale) - 2062 km
- Sighetu Marmației și  Stazione di Venezia Santa Lucia (via Arad, Keleti Budapesta, Hauptbahnhof Viena, Hauptbahnhof Salzburg, Hauptbahnhof Innsbruck și Stazione di Verona Porta Nuova) - 1850 km
- Sighetu Marmației și  Hauptbahnhof Viena (via Arad) - 1071 km
- Sighetu Marmației și  Hauptbahnhof Viena (via Oradea) - 885 km
- Sighetu Marmației și  Hauptbahnhof Viena (via Valea lui Mihai) - 940 km
- Sighetu Marmației și  Hauptbahnhof Zürich (via Arad, Keleti Budapesta, Hauptbahnhof Viena, Hauptbahnhof Karlsruhe, Bahnhof Basel SBB, Bahnhof Olten și Bahnhof Killwangen-Spreitenbach) - 2305 km
- Sighetu Marmației și  Hauptbahnhof Zürich (via Arad, Keleti Budapesta, Hauptbahnhof Viena, Hauptbahnhof Innsbruck, Bahnhof Lindau-Insel, Bahnhof Buchs SG și Bahnhof Sargans) - 1950 km